# Theodor Brüggemann (Politiker)

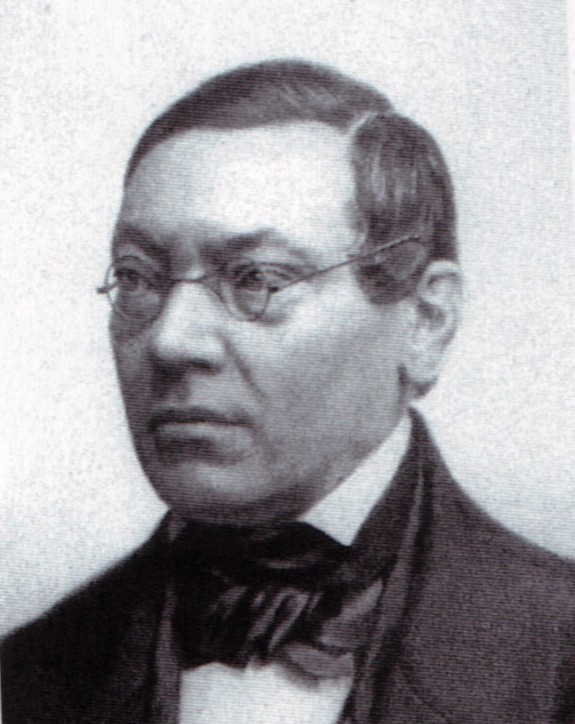
Theodor Brüggemann

Johann Heinrich Theodor Brüggemann (* 31. März 1796 in Soest; † 6. März 1866 in Berlin) war ein deutscher Lehrer, preußischer Beamter und Politiker.

## Leben
Brüggemann wurde als Sohn eines katholischen Branntweinbrenners und Höcker und dessen protestantischer Frau geboren. Er besuchte das Gymnasium in Soest und ging 1812 zum Studium an die Akademie in Münster. Dort war er unter anderem Schüler von Georg Hermes. Im Jahr 1814 wurde er unter dem Direktorat von Karl Wilhelm Kortüm Gymnasialprofessor für alte Sprachen am Gymnasium in Düsseldorf und 1823 dort Direktor. Im Jahr 1831 wechselte Brüggemann in die Verwaltung wurde Regierungsrat und Mitglied des Provinzialschulkollegiums in Koblenz. Im Jahr 1837 führte er eine Sondermission für Kultusminister Karl vom Stein zum Altenstein in Rom aus. Seit 1839 war er im Kultusministerium, Abteilung Unterricht Hilfsarbeiter. Seit 1841 stieg er zum Geheimen Regierungsrat und 1843 zum vortragenden Rat zuständig für katholische Schulen und Universitäten auf. Es folgte bis 1852 der Aufstieg zum Geheimen Oberregierungsrat. Zwischen 1849 und 1864 war er daneben auch Mitglied des Disziplinarhofs für nichtrichterliche Beamte. Außerdem 1859 bis 1864 Mitglied der Examinierungskommission für den höheren Verwaltungsdienst. Als Wirklicher geheimer Oberregierungsrat schied er 1864 nach einem Schlaganfall aus dem Dienst aus.
Brüggemann war der ranghöchste katholische Schulexperte in der preußischen Verwaltung. Er versuchte, die Zurücksetzung der Katholiken im Schulbereich und bei den Universitäten zu verhindern. Sein Einfluss hielt sich jedoch in Grenzen.  
Im Jahre 1855 wurde Brüggemann Ehrenmitglied der 1853 gegründeten Studentenverbindung Katholischer Leseverein (jetzt KStV Askania-Burgundia Berlin) im KV.

## Politik
Als Schüler von Hermes galt er auch als Anhänger des Hermesianismus, einer rationalistischen theologischen Richtung. Spätestens seit den Kölner Wirren hatte er sich davon abgewandt und wurde nun als „streng kirchengläubig“ angesehen. Um das Jahr 1846 versuchte er vergeblich eine regierungsfreundliche Zeitung für das Rheinland zu etablieren. Im Jahr 1850 war er in der ersten Kammer (Staatenhaus) Mitglied des Erfurter Unionsparlaments. Zwischen 1849 und 1854 war er als Mitglied der ersten Kammer des preußischen Landtages für verschiedene Bezirke, als führender Vertreter des politischen Katholizismus gewählt worden. Von 1851 bis 1854 war er Vizepräsident der ersten Kammer. Ab 1854 bis 1866 war er von König Friedrich Wilhelm IV. auf Lebenszeit berufenes Mitglied des preußischen Herrenhauses und zwischen 1854 und 1855 dessen Vizepräsident.

## Tod und Grab
Theodor Brüggemann starb 1866 mit 69 Jahren in Berlin und wurde auf dem dortigen St.-Hedwig-Friedhof an der Liesenstraße beigesetzt. Das Grabmal ist nicht erhalten geblieben.